# Liste der Kulturdenkmale in Großsteinbach (Döbeln)
In der Liste der Kulturdenkmale in Großsteinbach sind die Kulturdenkmale des Döbelner Ortsteils Großsteinbach verzeichnet, die bis Oktober 2022 vom Landesamt für Denkmalpflege Sachsen erfasst wurden (ohne archäologische Kulturdenkmale). Die Anmerkungen sind zu beachten.
Diese Aufzählung ist eine Teilmenge der Liste der Kulturdenkmale in Döbeln.

## Großsteinbach
| Bild                                    | Bezeichnung                                       | Lage                     | Datierung                                                     | Beschreibung | ID       |
| --------------------------------------- | ------------------------------------------------- | ------------------------ | ------------------------------------------------------------- | --- | -------- |
| Direkt Bild zu diesem Denkmal hochladen | Wohnstallhaus und Seitengebäude eines Bauernhofes | Am Pfarrholz 6 (Karte)   | Um 1800                                                       | Zeit- und regionaltypische Fachwerkbauweise in gutem Originalzustand, baugeschichtlich und heimatgeschichtlich von Bedeutung. - Wohnstallhaus: Erdgeschoss massiv, Obergeschoss Fachwerk, Rückseite und Giebelseiten verbrettert, im Erdgeschoss große Fenster, Satteldach, - Seitengebäude: Erdgeschoss massiv, Obergeschoss Fachwerk,Satteldach. Beide Gebäude gut erhalten, das Wohnstallhaus denkmalgerecht saniert. | 09208942 |
| Direkt Bild zu diesem Denkmal hochladen | Häuslerhaus (ohne massiven Anbau)                 | Birnenallee 2 (Karte)    | 1. Viertel 19. Jahrhundert                                    | Ortsbildprägender Fachwerk-Bau, wissenschaftlich-dokumentarischer Wert. Erdgeschoss massiv, Obergeschoss Fachwerk, Satteldach (Schiefer), vermutlich noch im 19. Jahrhundert giebelseitiger Anbau mit Bruchsteinmauerwerk im Erdgeschoss und einfachem Fachwerk im Obergeschoss (vermutlich Stall und Bergeraum). Im 20. Jahrhundert folgte ein weiterer giebelseitiger Anbau an der Südseite, dieser nun massiv und verputzt (kein Denkmalwert). Haus langjährig leerstehend, schlechter Bauzustand. | 09208829 |
| Direkt Bild zu diesem Denkmal hochladen | Häuslerhaus                                       | Birnenallee 3 (Karte)    | Um 1700                                                       | Landschaftstypischer Fachwerkbau, baugeschichtlich und sozialgeschichtlich von Bedeutung. Vermutlich Anfang des 18. Jahrhunderts erbaut und mehrfach der jeweiligen Zeit entsprechend repariert. Vermutlich wurde das Gebäude massiv unterfahren. Das Fachwerk im Obergeschoss dürfte zumindest in Teilen aus dem beginnenden 18. Jahrhundert stammen, wie eine erhaltene aufgeblattete Kopfstrebe vermuten lässt. Die restliche Fachwerkkonstruktion stammt wohl aus dem ausgehenden 18. oder beginnenden 19. Jahrhundert. Abgeschlossen wird das Gebäude durch ein Satteldach mit einer Biberschwanzdoppeldeckung. Dem Platzbedarf der Bewohner entsprechend wurden Anbauten angefügt, auch diese den Bauauffassungen ihrer Entstehungszeit entsprechen. Vor dem Haus blieb ein Plattenbelag (Heiste) erhalten. Das Haus dokumentiert auf kompakte Weise das ländliche Bauhandwerk des 18. Jahrhunderts, woraus sich dessen baugeschichtlicher Wert ableitet. Zugleich ist es ein Zeugnis der Lebensbedingungen jener Zeit und damit auch sozialgeschichtlich von Bedeutung. | 09208826 |
| Direkt Bild zu diesem Denkmal hochladen | Häuslerhaus und Scheunenanbau                     | Obersteinbach 12 (Karte) | Um 1800 (Häusleranwesen); 1. Hälfte 19. Jahrhundert (Scheune) | Ländliches Wohn- und Wirtschaftsgebäude in landschafts- und zeittypischer Bauweise, Bestandteil der alten Ortsstruktur, baugeschichtlich und sozialgeschichtlich von Bedeutung. L-förmiger Grundriss, Scheune und Häuslerei bilden bauliche Einheit. - Scheune: Fachwerk, Satteldach - Häuslerei: zweigeschossig, Erdgeschoss in Teilen auch Fachwerk, zum Teil massiv, Obergeschoss Fachwerk, Giebel verbrettert, Satteldach Es ist zu vermuten, dass die im rechten Winkel anschließende Scheune später als das Wohnhaus erbaut wurde. Beide Gebäude blieben in sehr gutem Originalzustand erhalten. Ihr Denkmalwert ergibt sich aus der baugeschichtlichen Bedeutung als Zeugnisse des ländlichen Bauhandwerks des 19. Jahrhunderts, aus der sozialgeschichtlichen Bedeutung als Beleg der Lebens- und Wirtschaftsbedingungen der Häusler im 19. Jahrhundert sowie aus der ortsbildprägenden Bedeutung auf Grund der dominanten Straßenlage. | 09208823 |

## Tabellenlegende
- Bild: Bild des Kulturdenkmals, ggf. zusätzlich mit einem Link zu weiteren Fotos des Kulturdenkmals im Medienarchiv Wikimedia Commons. Wenn man auf das Kamerasymbol klickt, können Fotos zu Kulturdenkmalen aus dieser Liste hochgeladen werden:
- Bezeichnung: Denkmalgeschützte Objekte und ggf. Bauwerksname des Kulturdenkmals
- Lage: Straßenname und Hausnummer oder Flurstücknummer des Kulturdenkmals. Die Grundsortierung der Liste erfolgt nach dieser Adresse. Der Link (Karte) führt zu verschiedenen Kartendiensten mit der Position des Kulturdenkmals. Fehlt dieser Link, wurden die Koordinaten noch nicht eingetragen. Sind diese bekannt, können sie über ein Tool mit einer Kartenansicht einfach nachgetragen werden. In dieser Kartenansicht sind Kulturdenkmale ohne Koordinaten mit einem roten bzw. orangen Marker dargestellt und können durch Verschieben auf die richtige Position in der Karte mit Koordinaten versehen werden. Kulturdenkmale ohne Bild sind an einem blauen bzw. roten Marker erkennbar.
- Datierung: Baubeginn, Fertigstellung, Datum der Erstnennung oder grobe zeitliche Einordnung entsprechend des Eintrags in der sächsischen Denkmaldatenbank
- Beschreibung: Kurzcharakteristik des Kulturdenkmals entsprechend des Eintrags in der sächsischen Denkmaldatenbank, ggf. ergänzt durch die dort nur selten veröffentlichten Erfassungstexte oder zusätzliche Informationen
- ID: Vom Landesamt für Denkmalpflege Sachsen vergebene, das Kulturdenkmal eindeutig identifizierende Objekt-Nummer. Der Link führt zum PDF-Denkmaldokument des Landesamtes für Denkmalpflege Sachsen. Bei ehemaligen Kulturdenkmalen können die Objektnummern unbekannt sein und deshalb fehlen bzw. die Links von aus der Datenbank entfernten Objektnummern ins Leere führen. Ein ggf. vorhandenes Icon  führt zu den Angaben des Kulturdenkmals bei Wikidata.